# مؤتمر رابالو
مؤتمر رابالو(بالإنجليزية: Rapallo Conference)‏ هو مؤتمر عقده الحلفاء في مدينة رابالو بإيطاليا، 5 نوفمبر 1917، بعد هزيمة الألمان في معركة كابوريتو.